# 骊靬村
38°11′43″N 101°52′11″E / 38.1952°N 101.8698°E
骊靬村，位於中国甘肃省金昌市永昌县焦家庄乡，位于城关镇西南11公里，旧称者来寨，西汉時设置，當時名為骊靬县。此名於最早文獻紀錄為西元前60年，為古羅馬第一軍團失蹤之謎的假設發生地。

## 史志
- 《辭海·馬部·驪靬》：「驪靬，古縣名，西漢置。西域驪靬人內遷居此，故名。北魏以後作力乾，隋廢。故址在今甘肅永昌南。前涼張祚遣將伐驪靬戎于南山，大敗而還，即此。」
- 顏師古《漢書·地理志注》：「今其土俗人呼驪靬，疾言之曰力虔。"按隋志開皇中並力乾縣入番和，當即此縣。」
- 顏師古《漢書·張騫傳注》：「靬，即大秦國也。張掖郡驪靬縣，蓋取此國為名耳。」
- 《甘寧青史略》：「驪靬縣，即涼州南山戎地，張祚遣和昊伐之，大敗而還，在今永昌縣之南。」
- 《甘肅通志·卷二十三》：「驪靬廢縣。在縣南，漢置，屬張掖郡。晉改屬武威郡。永和十年張祚遣和昊伐驪靬戎於南山，大敗而還。即此。顏師古曰取國名為縣也，驪力遲反，今土俗人呼驪靬疾言之曰力虔。」

## 名字來源
驪靬也可稱犁靬，指古國塞琉西亚。塞琉西亚的希腊文作，读音若“塞犁靬”，希腊词开头音节在中亚语言中常被省略，很有可能与汉文一样读作“黎轩”或“犁靬”。

## 脫氧核糖核酸鉴定
通过对当地人的遗传鉴定后，发现大部分和罗马人没有太大关系。最可能的解釋是，他們是和维吾尔族人相似。